# Dalsin
Philippe Leiva (São José dos Campos, 1991), mais conhecido pelo nome artístico Dalsin (também chamado por alguns de Dalsa), é um rapper brasileiro. Até 2014, Dalsin fez parte ativamente de um grupo musical juntamente com o rapper Tubaína e o DJ Dedé 3D, conhecido como Audioclan.

## Biografia
Influenciado por artistas como Sabotage, Cazuza, Frejat, Zé Ramalho, Martinho da Vila e Cássia Eller, Dalsin começou a cantar rap no ano de 2010, na cidade de São José dos Campos. Desde início, chamou a atenção do público pelas letras diferenciadas com relatos de vida, punchlines e levada de flow. Seu primeiro trabalho foi a mixtape Das Portas que se Fecharam, lançado em 2011, com destaque para a canção "Lágrimas do Morro". Nos anos seguintes, lançou dois novos trabalho, conhecidos por Quando Ninguém Viu e Por Toda Essa Correria.
Ao mesmo tempo em que começou a cantar solo, em 2010, Dalsin formou um trabalho com os seus conterrâneos Tubaína e DJ Dedé 3D, conhecido por Audioclan, o qual lançou dois discos: Neste contexto (2013) e Minha culpa (2014). Em 2014, Dalsin  lançou o disco Trëma, com referências à cena da era do ouro do hip hop, o qual recebeu boa aclamação da crítica. Em 2015 Dalsin assinou contrato com a gravadora Kilo inc  se tornando ainda mais reconhecido na mídia nacional no mesmo ano lançou o álbum Cinza Chumbo, com destaque para as canções Cinza chumbo, Luxo, Full e Olhos frios. O lançamento deste disco fez Dalsin ser considerado pela mídia como uma das revelações do rap brasileiro em 2015.
No final do ano de 2016, Dalsin lançou o álbum Vermelho Sangue, em uma mistura de ritmos como o rap e o trap. A primeira canção deste álbum, intitulada "On Hell", contém uma diss para os rappers Diomedes Chinaski e Baco Exu do Blues, "Se o Exu é do Blues o Capeta é do rap e se chama Dalsa chefe." pois os mesmos haviam atacado o rapper em "Sulicídio".
Após 2 permanecendo em hiato, lançando apenas participações com outros artistas, Dalsin lança o álbum "Monstros", no dia 14 de novembro de 2018, com destaque para as músicas "Problema Comigo", a qual aborda o trap de forma agressiva, e a música "Monstros", a qual vem acompanhada de um videoclipe.

## Discografia

### Álbuns solo
Mixtapes
- Das Portas que se Fecharam (2011)
- Quando Ninguém Viu (2012)
- Por Toda Essa Correria (2013)

Álbuns de estúdio
- Trëma (2014)
- Cinza Chumbo (2015)
- Vermelho Sangue (2016)
- Monstros (2018)
- Cereja Hollywood (2021)
- Purpura Diversão (2023)
- Azul Piscina (2023)

Singles
- "Full" (2015)
- "Pesadelos de Quem Não Dorme Há Dias" (2015)
- "Céticos" (2015)
- "Paco" (2016)
- "Candelabro" (2016)
- "Yélasdiz" (2016)
- "Paco" (2016)
- "Leve" (2017)
- "Motivacional" (2017)
- "Pousadão" (2017)
- "Eu Gosto Assim" (2017)
- "Sumario" (2017)
- "Flow Dercy" (2017)
- "Atura ou Surta" (2017)
- "BLACK TIE" Part. Djonga (2017)
- Parabellum (2021)
- Vegana (2022)
- Deus de Cerâmica (2022)
- Din Din (2022)
- Towner (2022)
- 40 Graus (2023)
- Sênior (2023)

### Álbuns com Audioclan
Mixtapes
- Neste Contexto (2013)

EP
- Minha culpa (2014)

Álbuns de estúdio
- Voo Belga (2016)